# Tratado de Dunkerque
El Tratado de Dunkerque fue una alianza militar firmada el 4 de marzo de 1947 entre Francia y Reino Unido en Dunkerque, Francia, como un Tratado de Alianza y Asistencia Mutua contra un posible ataque alemán después de la Segunda Guerra Mundial. El Tratado de Dunkerque entró en vigor el 8 de septiembre de 1947 y precedió el Tratado de Bruselas de 1948. Según el profesor de ciencias políticas Marc Trachtenberg, la amenaza alemana fue un pretexto para la defensa en contra de la Unión Soviética.